# Selepa
Selepa är ett släkte av fjärilar. Selepa ingår i familjen trågspinnare.

## Dottertaxa tillSelepa, i alfabetisk ordning[1]
- Selepa acervata
- Selepa aenescens
- Selepa albisigna
- Selepa brunneiceps
- Selepa caniceps
- Selepa canofusa
- Selepa celtis
- Selepa celtisella
- Selepa cumasia
- Selepa curculella
- Selepa curviferella
- Selepa demiota
- Selepa discigera
- Selepa discocellularis
- Selepa docilis
- Selepa euryochra
- Selepa ferrofusa
- Selepa geraea
- Selepa hampsoni
- Selepa ianthina
- Selepa inversa
- Selepa leucogonia
- Selepa leucograpta
- Selepa molybdea
- Selepa nephelozona
- Selepa nigralba
- Selepa oranga
- Selepa picilinea
- Selepa plumbeata
- Selepa rabdota
- Selepa renirotunda
- Selepa rhythmopis
- Selepa rufescens
- Selepa simplex
- Selepa singaporensis
- Selepa smilacis
- Selepa spurcata
- Selepa stigmatophora
- Selepa strigifera
- Selepa taprobanis
- Selepa transvalica
- Selepa walkeri
- Selepa violescens